# Gorana Marin
Gorana Marin (Zagreb, 1969.) je hrvatska kazališna i televizijska glumica.

## Filmografija

### Televizijske uloge
- "Kumovi" kao Nevenka Šušnjara (2022.)
- "Dar mar" kao Duška Pikić (2021.)
- "Na granici" kao Mica (2019.)
- "Larin izbor" kao Mirna (2012.)
- "Sve će biti dobro" kao Ivana Šarić/Edita Fabris (2008. – 2009.)
- "Zakon ljubavi" kao Ana (2008.)
- "Obični ljudi" kao Alisa Knežević (2006. – 2007.)
- "Zabranjena ljubav" kao med. sestra Ivana Kotrman (2005. – 2006.)

### Filmske uloge
- "Sam samcat" kao prodavačica (2018.)

### Sinkronizacija
- "Avanture male Chihiro" kao Chihiro Ogino/Sen (2005.)

## Vanjske poveznice
- Gorana Marin u internetskoj bazi filmova IMDb-u (engl.)